# Johann Heinrich Voß

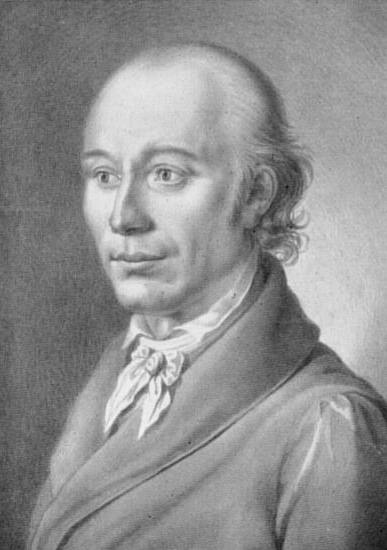
Johann Heinrich Voß, portrettekening in sepia door Joseph Nicolaus Peroux

Johann Heinrich Voß, geboren op 20 februari 1751 te Sommerstorf, tegenwoordig gemeente Grabowhöfe, Mecklenburg-Voor-Pommeren, overleden op 29 maart 1826 te Heidelberg, was een Duitse dichter. Hij werd beroemd door zijn zeer geslaagde en nog steeds wel gelezen vertalingen vanuit het klassiek Grieks naar de Duitse taal van de Odyssee en de Ilias van Homerus.

## Levensloop
Johann Heinrich Voß of Voss was de voorechtelijk geboren zoon van Katharina Dorothea Karsten en haar man die dezelfde naam droeg als hun zoon. Johann Heinrich Voss senior had als voormalig kamerling van een edelman veel van de wereld gezien, en was douanebeambte, herbergier en schoolmeester in het stadje Penzlin. Johann Heinrich Voss junior kon goed leren, kon ondanks financiële moeilijkheden van zijn ouders een school te Neubrandenburg bezoeken, was enige tijd een slecht betaald huisonderwijzer en publiceerde in 1771 voor het eerst gedichten van zijn hand. Hij raakte bevriend met Heinrich Christian Boie, oprichter van het literaire tijdschrift Göttinger Musenalmanach. Boie bewerkte, dat Voß vanaf 1772 aan de Universiteit van Göttingen lutherse theologie en klassiek Grieks kon gaan studeren. In september 1772 behoorde Voß tot de oprichters van de literaire kring Göttinger Hainbund. Deze wordt tot de literaire stroming Sturm und Drang gerekend. Van 1774-1786 was Voß lid van de vrijmetselarij. In 1774 werd Voß hoofdredacteur van de Musenalmanach. Hij bleef deze functie tot 1800 bekleden.
In 1777 trouwde Voß met Marie Christine Ernestine Boie (1756-1834), een jongere zuster van Heinrich Christian Boie. Ernestine Voß liet veel brieven na, die bewaard zijn gebleven  en een levendig beeld schetsen van het leven en de sociale kringen van de familie Voß. Daaruit blijkt, dat het echtpaar Voß o.a. de dichters Friedrich Gottlieb Klopstock en Johann Wolfgang von Goethe en de vrouw van  Friedrich von Schiller kende. De familie Voß woonde daarna enige tijd eerst te Wandsbek en daarna te Otterndorf. Te Otterndorf was de waterkwaliteit slecht, en Voß en zijn vrouw kregen moeraskoorts, een soort malaria; zij overleefden de ziekte en verhuisden daarna naar Eutin, waar Voß  in 1782 rector van het stedelijke gymnasium werd. In 1786 verwierf Voß de titel Hofrat. In de 20 jaar, die Voß te Eutin doorbracht, had hij vriendschappelijke contacten met talrijke prominenten uit de literatuur en de wetenschap van die tijd. Vooral zijn vriendschap met Friedrich Stolberg was van belang. Deze beiden waren initiatiefnemers van de invloedrijke Eutiner Kreis, een kring van literatoren en wetenschappers. 
In 1802 kregen Voß en de politiek veel conservatievere, en tot de Rooms-Katholieke Kerk bekeerde Stolberg ruzie, en Voß verhuisde naar Jena, en nog later naar Heidelberg. Daar profileerde Voß zich als een tegenstander van de Romantiek en als vrijzinnig lid van de Duitse Evangelisch-Lutherse Kerk. Hij verwierf een professoraat aan de Universiteit van Heidelberg. Dit was een zgn. sinecure; Voß genoot inkomsten, en kon zich vrijelijk wijden aan literatuur en wetenschappelijk onderzoek, onder andere naar de klassieke Griekse en Latijnse literatuur, waarvan hij belangrijke werken in het Duits vertaalde. Ook van modernere literatuur schreef Voß belangrijke vertalingen. In 1814 werd Voß opgenomen in de Pruisische Academie van Wetenschappen. In 1826 overleed hij te Heidelberg. Zijn graf bevindt zich op het bekende Bergfriedhof van die stad.

## Familie
- Johann Heinrich en Ernestine Voß kregen vijf zoons, van wie de oudste echter reeds als kind overleed.
- De in 1783 geboren zoon Hans werd architect en ontwierp in Zuid-Duitsland in de periode 1817-1838 vooral rooms-katholieke kerkgebouwen.
- Johann Heinrich (1779-1822) trad in de voetsporen van zijn vader en was een uitstekend geleerde op het gebied van de klassiek Griekse en Latijnse literatuur.
- Sophus Abraham Voß (1785-1847) was actief als vertaler, en assisteerde zijn vader soms. Daarnaast was hij een luthers theoloog, en uitgever van een deel van zijn vaders werken en van zijn correspondentie.
- De vierde zoon die de volwassen leeftijd bereikte, Wilhelm, was arts te Eutin.

## Werken (selectie)
- Vertaling van de Ilias van Homerus (1781)
- Vertaling van de Ilias en de Odyssee van Homerus (1793)[2]
- Vertaling van Antoine Gallands Franse bewerking van de Sprookjes van Duizend-en-een-nacht (1782-1785)
- Vertaling van de toneelstukken van William Shakespeare ( 9 delen, 1818-1829, in samenwerking met Voß' zoons  Heinrich en Abraham)
- Bundels gedichten van Voß' eigen hand verschenen in 1785-1795[3]
- Mythologische Briefe (1794)
- Antisymbolik (1824-1826), over de klassieke mythologie

## Monumenten e.d.

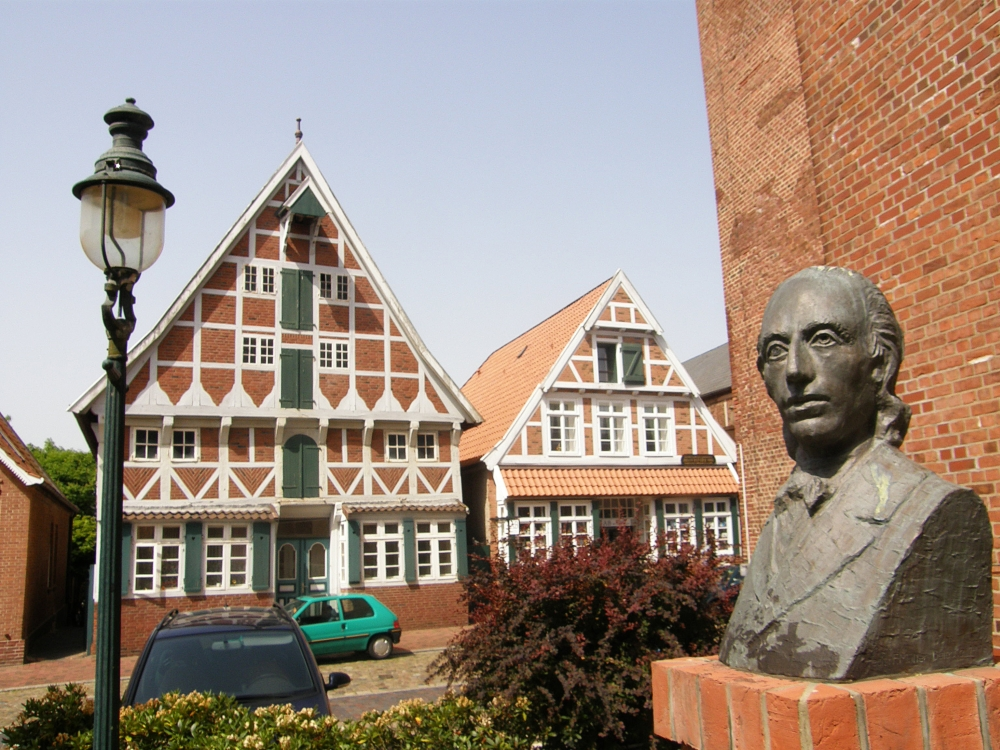
Borstbeeld van Voß te Otterndorf, vóór het huis waar hij gewoond heeft (als museum in gebruik)

- Kleine aan Voß gewijde musea te Otterndorf en Penzlin
- Standbeelden of borstbeelden van Voß staan o.a. te Eutin, Penzlin en Otterndorf
- Sedert 1958 wordt jaarlijks door de te Darmstadt gevestigde Deutsche Akademie für Sprache und Dichtung  een literaire prijs uitgereikt. Deze draagt de naam Johann-Heinrich-Voß-Preis für Uebersetzung.
- Naar Johann Heinrich Voß zijn in verscheidene Duitse plaatsen straten, pleinen of scholen genoemd.
- Een planetoïde is naar Voß genoemd, en wel nummer (23473) (1990 TD12)